# 迪奥尼西奥塞尔凯拉
迪奥尼西奥塞尔凯拉是巴西圣卡塔琳娜州的一个市镇。总面积377.704平方公里，总人口14792人，人口密度39.2人/平方公里。